# پیرگوس
شهر پیرگوس در استان یونان غربی در کشور یونان واقع شده است که دارای جمعیت ۲۱٬۸۱۰  نفر می‌باشد.